# فيليب نوفاك (لاعب كرة قدم)
فيليب نوفاك (بالتشيكية: Filip Novák)‏ هو لاعب كرة قدم تشيكي في مركز الدفاع، ولد في 26 يونيو 1990 في برشيروف في التشيك. شارك مع منتخب التشيك تحت 19 سنة لكرة القدم ومنتخب جمهورية التشيك تحت 20 سنة لكرة القدم ومنتخب جمهورية التشيك تحت 21 سنة لكرة القدم ومنتخب التشيك لكرة القدم. أما مع النوادي، فقد لعب مع طرابزون سبور ونادي فنربخشة ونادي ميتييلاند ونادي يابلونتس ونادي الجزيرة الإماراتي.

## وصلات خارجية
- فيليب نوفاك على موقع الاتحاد الأوربي (الإنجليزية)
- فيليب نوفاك على موقع الاتحاد التشيكي (الإنجليزية)
- فيليب نوفاك على موقع اتحاد تركيا (لاعب) (الإنجليزية)
- فيليب نوفاك على موقع قاعدة بيانات كرة القدم.إي يو (الإنجليزية)
- فيليب نوفاك على موقع ناشيونال فوتبول تيمز (الإنجليزية)
- فيليب نوفاك على موقع Soccerway.com (الإنجليزية)
- فيليب نوفاك على موقع عالم كرة القدم.نت (الإنجليزية)
- فيليب نوفاك على موقع AS.com (الإسبانية)